# Isla Elide
Isla Elide är en ö i Mexiko.   Den ligger i delstaten Baja California, i den västra delen av landet, 1 800 km nordväst om huvudstaden Mexico City.